# بی‌دینی در بلغارستان
با توجه به سرشماری سال ۲۰۱۱ در بلغارستان، ۳۱٫۱ درصد از کل جمعیت خود را پیرو هیچ دینی ندانسته‌اند.